# Oligomyrmex bengalensis
Oligomyrmex bengalensis är en myrart som beskrevs av Auguste-Henri Forel 1902. Oligomyrmex bengalensis ingår i släktet Oligomyrmex och familjen myror. Inga underarter finns listade i Catalogue of Life.